# Yéghiché Tcharents
Œuvres principales
- Le Livre du chemin, 1933
- Légende dantesque, 1916
- Pays Naïri, 1925

Yéghiché (Élisée) Tcharents (en arménien Եղիշե Չարենց, Tcharents signifiant « de ce qui est mal » en grabar), né Soghomonian, le 13 mars 1897 à Kars et assassiné le 27 novembre 1937 à Erevan, est un poète arménien. Poète décapité dans sa patrie amputée, mort à 40 ans, le poète du Pays Naïri est considéré comme le père de la littérature de l'Arménie moderne.

## Biographie
Les parents de Tcharents quittent Maku en 1882. C'est en 1897 que naît Yéghiché Tcharents à Kars (alors Arménie occidentale), où il passe son enfance et sa jeunesse. C'est à cette époque qu'il découvre la littérature, la poésie arménienne et russe, François Villon, Dante, Victor Hugo et les poètes symbolistes.
Tcharents était un poète rebelle doublé d'un intellectuel, évoquant tour à tour les problèmes de la famine, des guerres et de la pauvreté, de toutes les questions sociales touchant le peuple arménien et surtout la question nationale. En effet, il compose ses premiers poèmes alors qu'à l'Ouest le gouvernement ottoman organise le génocide arménien (en 1915-1916).
Tcharents, qui s'est déjà battu contre les Turcs en 1912, à l'âge de quinze ans, s'engage comme infirmier-volontaire dans les rangs du régiment d'auto-défense contre les Turcs à Van (1915-1917), alors qu'à l'Est gronde déjà la révolution bolchévique. Il prend les armes aussi en Arménie dans les rangs de l'armée rouge, au nom de la liberté et de la révolution. Grand lecteur, passionné de Dante, il se fait connaître par un long poème, écrit entre 1915-1916, « Légende dantesque », où jeune partisan des corps de volontaires dashnaks sur le front russo-turc, il transcrit ses visions du génocide en cours. Plus poète de l'action qu'esclave d'une théorie, il abomine la littérature. Il n'est pas dupe et fait voler en éclats les illusions.
Influencé d'abord par le futurisme russe, il élargit ensuite son champ de vision à la modernité littéraire, puise dans les traditions savantes et populaires de la poésie arménienne et renouvelle par son art poétique toute la littérature arménienne. Déçu par la révolution russe, il devient un défenseur de l'Arménie et est accusé de « tendances nationalistes ». « L'architecte en chef d'Erevan, Alexandre Tamanian, et le peintre Martiros Sarian se font alors de passionnés défenseurs de l’œuvre de Tcharents », selon Jean-Pierre Hatchikian.

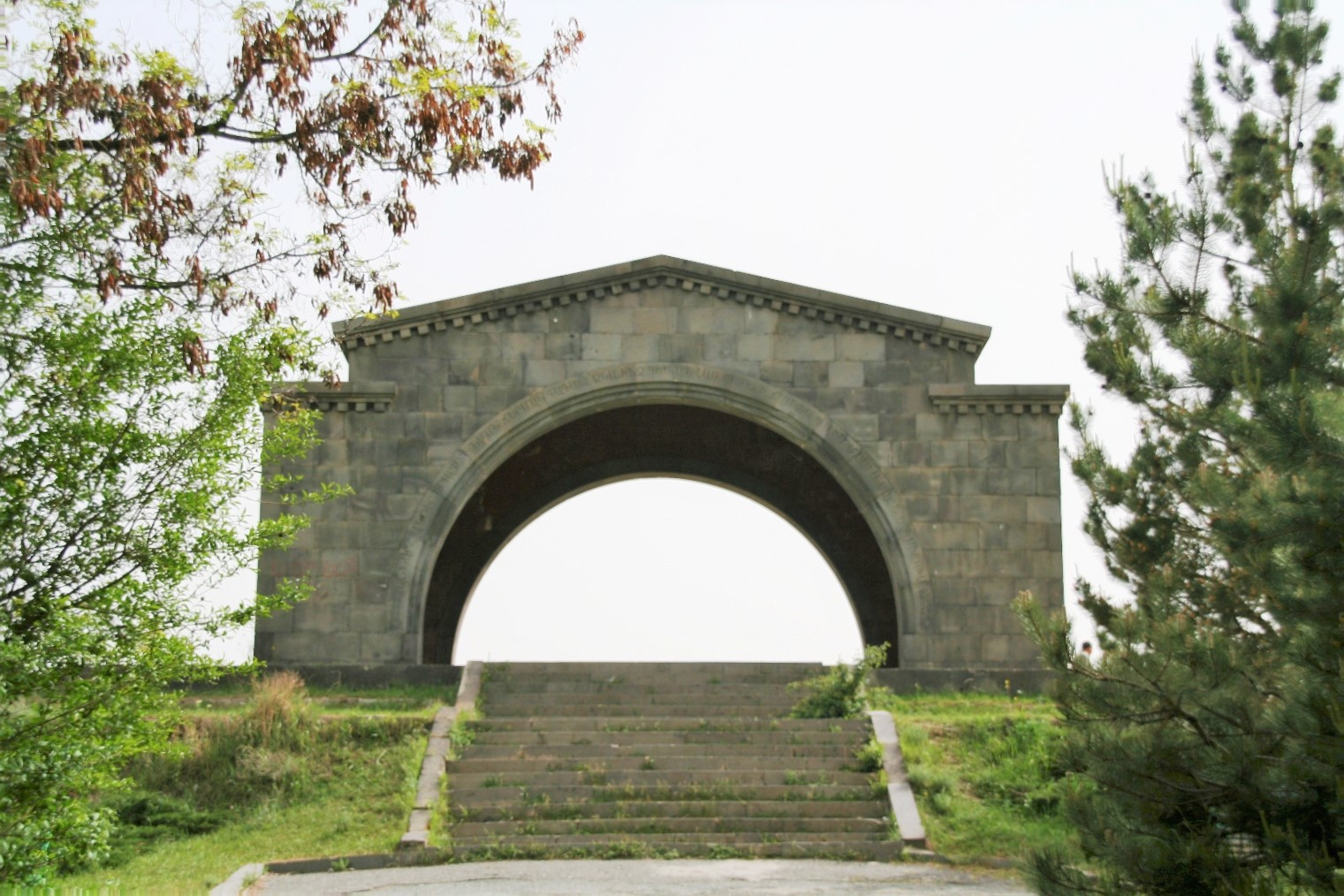
L'Arc de Tcharents, sur la route de Garni.

 Il a écrit : « J'ai lu mille et mille livres / mais quel talent ai-je admiré / plus doux au cœur que celui de Sayat-Nova ? »

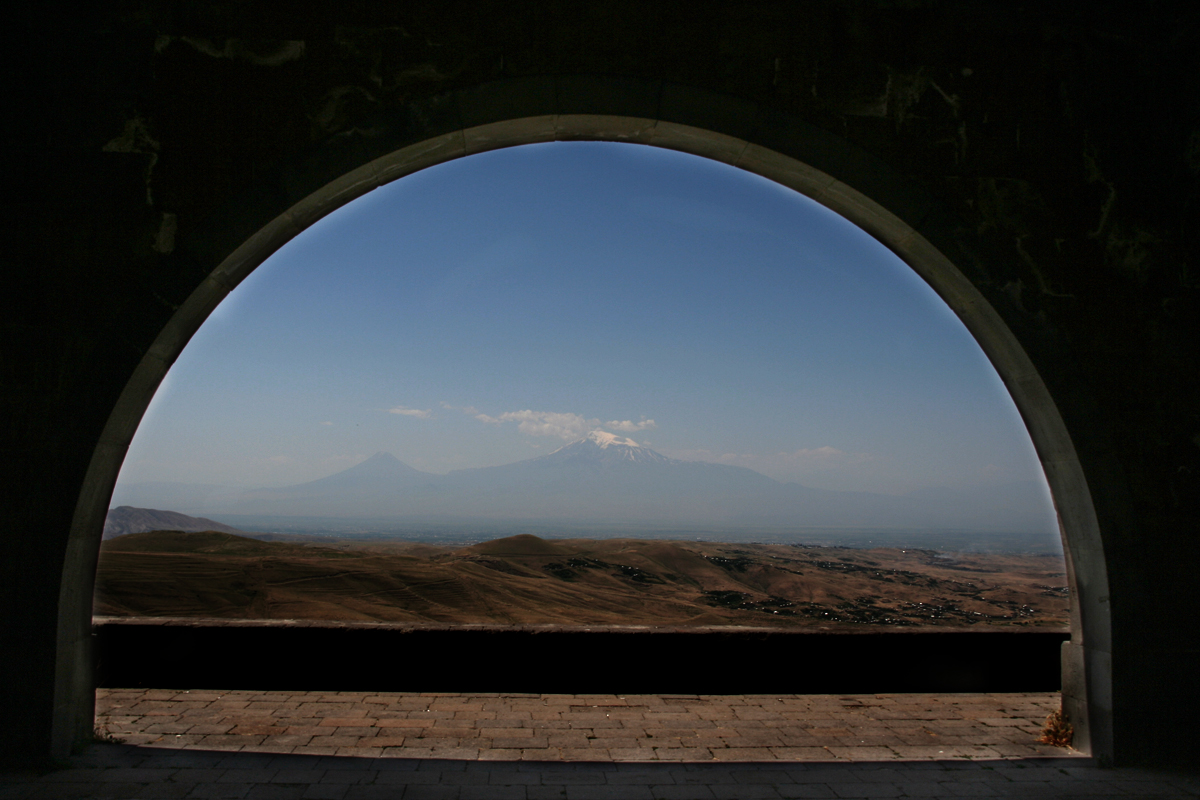
Vue sur l'Ararat depuis l'Arc de Tcharents.

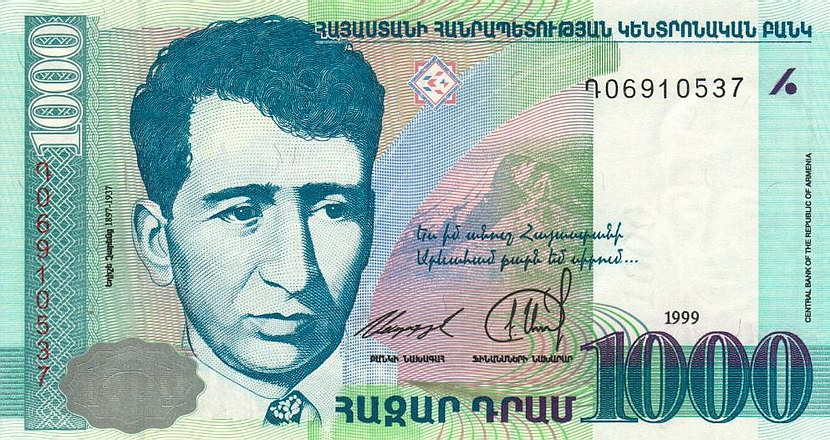
Yéghiché Tcharents sur le billet de 1000 drams.

En juin 1921, Yéghiché Soghomonian dit Tcharents épouse Arpenik Ter Astvatsatrian (1897-1927) qui meurt moins de sept ans plus tard. Il se remarie quelques années plus tard avec Isabella Niasian (1909-1969). Sa seconde femme enterra tous ses manuscrits lors de la période noire des purges.
Gostan Zarian (1885-1969) esquisse un portrait polémique de Tcharents, lors du passage à Paris du poète prolétarien, en 1925. Après avoir affublé le poète du surnom de Tchartcharian (« le torturé »), il conclut par ces lignes : « En un mot, il était la quintessence de l'Arménie, un homme attaché à sa terre par chaque fibre de son être et pour qui le monde extérieur n'existe que tant qu'il peut le percevoir par analogie avec son monde à lui. Il a une vision arménienne du monde, une vision qu'il ne peut altérer. Et l'Arménie existe parce qu'il existe. Et cela malgré le chaos de sa pensée, le credo politique mal digéré, le baratin internationaliste et bolchévique. On lui pardonne car, dans son cas, changer serait une trahison envers lui-même. Il est l'Arménie et, comme tel, indestructible et immortel. »
En 1925, ayant achevé ses études à Moscou, Tcharents rentre s'installer en Arménie soviétique. Il rencontre en secret le poète russe, Ossip Mandelstam à Tiflis, en 1930, mais aucune trace de la teneur de leur entretien n'est restée, en raison du climat de terreur qui régnait alors. Il était impossible à ces deux hommes de se rencontrer à Erevan.
Victime de la terreur stalinienne, il est incarcéré avec Aksel Bakounts en 1937, l'une des années les plus noires de la Grande Purge. Atteint dans sa santé mentale, il meurt la même année à l'âge de 40 ans dans un cachot du NKVD à Erevan. Son corps est mis, semble-t-il, dans un grand sac de farine. On ne sait pas où il a été enterré. En 1936, Tcharents voyant le corps de Komitas eut une vision prophétique, un an avant sa mort prochaine en 1937. Il écrira quelques jours plus tard ces huitains prémonitoires, tirés de son Requiem æternam, dédié à Komitas, et que l'on pourrait aussi lui dédicacer : « Et enfin, il s'apaisera / Pour toujours, ton corps fatigué, / Devenu cendres fertiles, / Transformé en pierre et en sève. — / Immatériel et sanctifié / Ton esprit enchanteur vivra ; / Devenu un chant qui s'élève — / Et nôtre, transformé en terre. »
Luc-André Marcel, l'un des premiers traducteurs en langue française, note dans l'avant propos de ses traductions, en 1980 : « De tous les poètes arméniens, et il y en eut beaucoup, peut-être est-il le plus intelligent, et, par son art même d'endosser les chaînes, le plus délivré. L'homme, assurément est extraordinaire, et l'on va loin à marcher à son pas. » Sa vie fut plus grande que son œuvre. En cela, il atteint au mythe. Il exerce une profonde influence sur les poètes, écrivains et intellectuels ; Parouir Sévak en particulier.
Le « mauvais garçon » des lettres arméniennes, avec Nahapet Koutchak, comme il aimait à se nommer par son pseudonyme (« de ce qui est mal ou mauvais »), a été réhabilité depuis lors, et l'écrivain de la cause arménienne est à présent célébré. Krikor Beledian écrit dans son ouvrage Cinquante ans de littérature arménienne en France que « pour Archag Tchobanian, comme pour Hagop Ochagan, Tcharents est un grand poète malgré la révolution, et non à cause de la révolution. »
Yéghiché Tcharents, poète profond et novateur, poète subtil et tourmenté, poète visionnaire, habité et inspiré, est à la mesure de son contemporain Vladimir Maïakovski ; il demeure ainsi un auteur-phare de la littérature arménienne du XXe siècle. Ses poèmes ont été traduits par Valery Brioussov, Anna Akhmatova, Boris Pasternak et Louis Aragon. Le peuple arménien a rendu hommage à cette personnalité riche et complexe pour son centenaire.
Sur la route entre Erevan et Garni, à 28 km de la capitale, un monument a été dédié au poète en 1960 : « L'Arc de Tcharents ». Il est construit dans un endroit magnifique pour son point de vue panoramique dominant la plaine de l'Ararat, et « c'est sur ce promontoire que le poète aimait à venir », souvent pour méditer, selon les Erevanais. En 1975, sa maison à Erevan, au 17, avenue Mesrop-Machtots, est devenue un musée, grâce à ses deux filles : Arpénik, née en 1932 et décédée en 2008, et Anahïte, née en 1935. Dans un poème-codé écrit à l'heure noire du soviétisme, Tcharents avait laissé un inactuel et courageux message pour les temps à venir : « Peuple arménien, ton unique salut est dans ta force d'unité ».

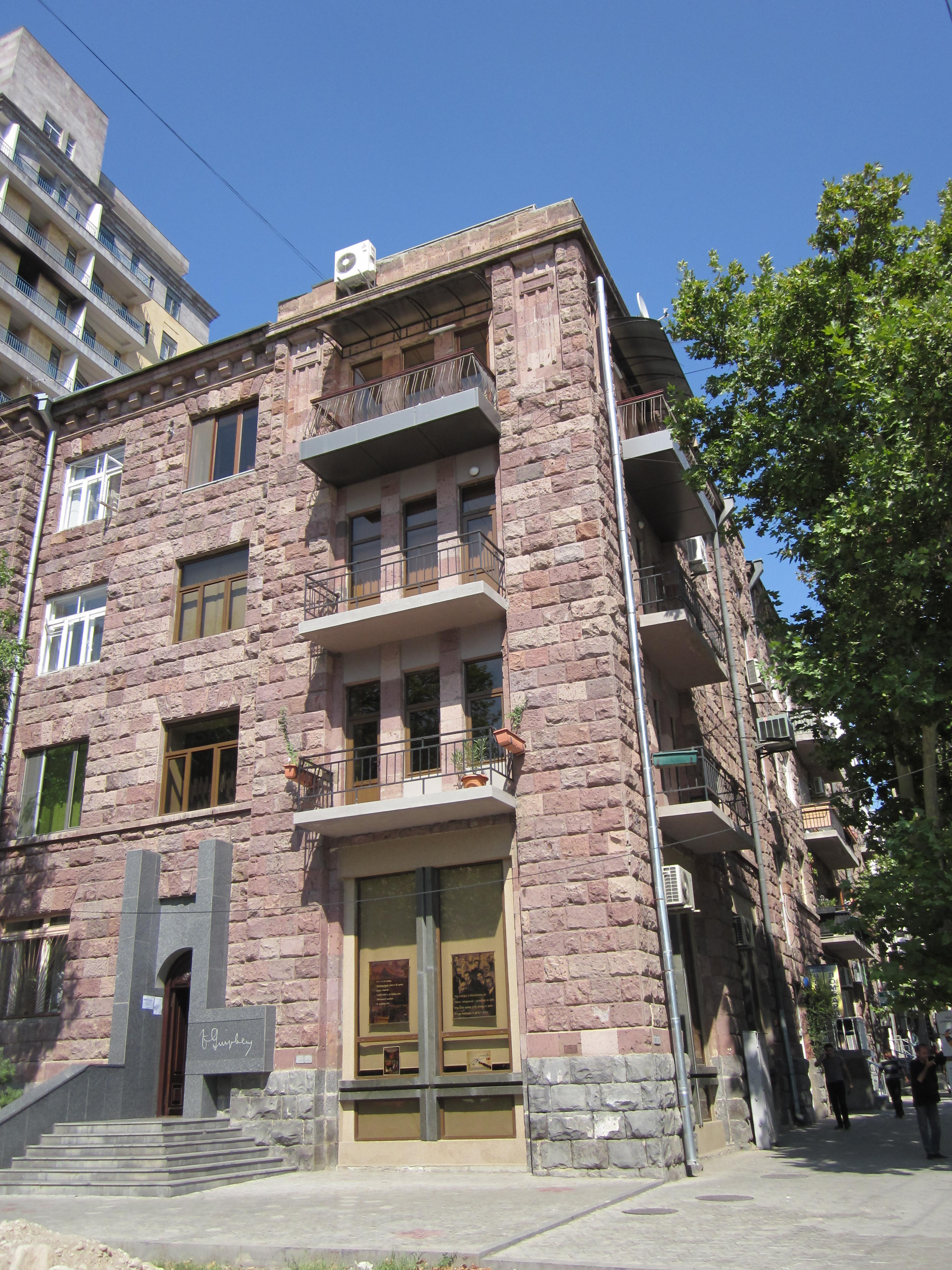
Maison-musée de Tcharents à Erevan, 17, avenue Mesrop-Machtots.

## La tombe de Tcharents
Selon le critique littéraire Hovik Tcharkhtchian, il n'est plus secret pour personne que la tombe de Tcharents se trouve du côté gauche de l'autoroute Erevan-Etchmiadzine, à côté du ravin de la rivière Hrazdan, près de l'enceinte de la villa de Robert Kotcharian. Mais un certain Éghiché Hovhannissian avait commencé ses recherches en 1940, temps où prononcer le nom même de Tcharents était interdit. Selon ses résultats et le témoignage d'un habitant de Hrazdan qui a été en prison en 1937 et qui a enterré Tcharents, la tombe est à cet endroit-là. Il l'a dit après l'effondrement de l'URSS.
Dans les années 1990, le propriétaire du terrain tombe sur des ossements. Il alerte les amoureux du poète. Toujours selon Tcharkhtchian, le rapport réalisé par les services spécialisés de l'Académie nationale des sciences montre que ce sont des ossements  d'un homme d'une quarantaine d'années, de petite taille avec une cassure du tibia et absence de tête. Tcharkhtchian continue en expliquant qu'à la suite de coups de botte sur la tête de Tcharents par un officier russe, la tête aurait été tellement meurtrie, et pour dissimuler les traces de cet acte, elle aurait été séparée du corps. La tête de Tcharents serait mise en terre ailleurs.

## Polémique concernant sa bisexualité et sa consommation de morphine
En 2012, David Gasparian publie un recueil de poésie sur Tcharents, mais le livre est rapidement interdit par la famille de Tcharents, notamment sa fille Anahit. La raison exacte de la non-publication n'est pas connue, mais il est supposé que ça soit lié à un débat concernant l'orientation sexuelle de Tcharents, le sujet de sa bisexualité étant discuté dans les milieux littéraires,.

## Poème
« Tu vécus dans un siècle de lutte 

et rien ne te sembla éternel,

Tu vis le proche et le lointain 

et rien ne te sembla éternel :

Tu vis la chute et le renouveau, 

la fin de solides fondations

Et, en dehors de la lutte,
 
rien au monde ne te sembla éternel. »

— Rubaiyat, XXXVI, 1927 (traduction Élisabeth Mouradian et Serge Venturini).

## Œuvres

### Livres en arménien
- Trois chants pour une jeune fille pâle (Erek erg tkhradaluk aghjkan, 1914)
- La patrie aux yeux bleus (Kaputachia Hyerenik, 1915)
- Légende dantesque, (Դանթեական առասպել, Danteakan araspel, 1916)
- Arc-en-ciel (Tsiatsan, 1917)
- Soma (1918)
- Foules affolées (Ambokhnere Khelagarvats, 1919)[18]
- Recueil de poèmes (Ergeri Zhoghovatsu, en deux volumes, 1921)
- Pays Naïri, (Yerkir Naïri, 1925) [Roman satirique]
- Rubaiyat (1927)
- Aube épique (Epikakan Lussabats, 1930)
- Livre du chemin (Girk chanaparhi, 1933). Ouvrage ultime publié de son vivant, suite de réflexions sur le passé de l'Arménie, sur l'épopée populaire David de Sassoun, contenant des poèmes sur l'art, des distiques ainsi que des chants philosophiques.
- Requiem æternam, (1936) [Non-publié de son vivant, à propos de la mort de Komitas]

### Livres en français
- Tcharents notre contemporain par Serge Venturini, suivi de la traduction du poème Foules affolées avec l'aide d'Élisabeth Mouradian, coll. « Lettres arméniennes », éd. L'Harmattan, Paris, février 2020.  (ISBN 9782343158617)
- Yéghiché Tcharents, présentation chronologique, dans le vent de l'histoire suivi de Nausicaa de Yéghiché Tcharents (Version de Serge Venturini avec l'aide d'Élisabeth Mouradian), coll. « Lettres arméniennes », éd. L'Harmattan, Paris, octobre 2018,  (ISBN 9782343158617).
- (hy + fr) Légende dantesque (1915-1916), Եղիշե Չարենցի « Դանթեական առասպել », présentation, traduction de l'arménien, postface et notes de Serge Venturini avec l'aide d'Élisabeth Mouradian, livre dédié à Liu Xiaobo, éd. L'Harmattan, coll. « Lettres arméniennes », no 2, Paris, 10 décembre 2010  (ISBN 978-2-296-13174-3).
- La maison de rééducation, Erevan, 1926-1927, Éditions Parenthèses, coll. « Arménies », 1992 (traducteur : Pierre Ter Sarkissian).
- Choix de poèmes, Éditions Hamaskaïne, 1980 (épuisé) (traducteur : Luc-André Marcel & Garo Poladian), couverture.
- Quelques traductions dans La poésie arménienne, Anthologie des origines à nos jours, (pages 246-285), Les Éditeurs Français Réunis, 1973 (épuisé) (traducteurs : Jacques Gaucheron, Gérard Hékimian et Rouben Mélik).
- (hy + ru + fr + en) Thèse de doctorat sous la direction de Anaïd Donabédian et de Krikor Beledian : Survivre en poésie dans un régime totalitaire : Yéghiché Tcharents, 1933-1937 (pour une tentative de traduction), Elisabeth Venturini (Mouradian) à L'Institut national des langues et civilisations orientales (INALCO), Paris 2015 .